# Матвєєв Микола Сергійович
Мико́ла Сергі́йович Матвє́єв (1855 — 11 квітня 1939) — російський художник-передвижник.
Живописець, ілюстратор, працював у галузі історичного живопису, жанру, портрета, пейзажу. Автор критичних статей з мистецтва.

## Життєпис
Народився в 1855 в Москві в купецькій сім'ї художника-аматора.
У 1872—1881 навчався в Московському училищі живопису, творення і архітектури (вільний) у Євграфа Сорокіна та одного з провідних передвижників Василя Перова. У період навчання був двічі нагороджений Малими Срібними медалями (1878, 1881).
На початку 1880-х відвідував малювальні вечори у майстерні Іллі Рєпіна.
У 1901 вступив до Московського товариства любителів мистецтв, куди входив колекціонер Павло Третьяков, який придбав у Матвєєва кілька творів, у тому числі один з кращих його полотен — «Сутінки» (1891).
Брав участь у виставках: учнівських МУЖВЗ (1877—1881); як експонент Товариства пересувних художніх виставок (ТПХВ, 1887—1906); Санкт-Петербурзького товариства художників (1891—1917); Товариства художників історичного живопису (ОХІЖ, 1895—1898); Всеросійської виставки у Нижньому Новгороді (1896); «Об'єднане мистецтво» (ОБІС — московське художнє виставкове об'єднання, яке існувало в 1925). У 1900-ті роки — один із членів-засновників ОХІЖ (Москва, 1896—1906). Складався художнім критиком у газеті «Російський листок» на початку 1900-х.
У 1918 був членом Комісії з охорони пам'яток та художніх скарбів при Раді Робочих та Солдатських Депутатів. В останні роки життя присвятив себе реставрації живопису.
Помер 11 квітня 1939 в Москві. Похований на Введенському цвинтарі (4 ділянка).

## Картини
Роботи художника зберігаються в Державній Третьяковській галереї в Москві, а також у низці інших музеїв Росії та світу.

## Галерея

Деякі роботи
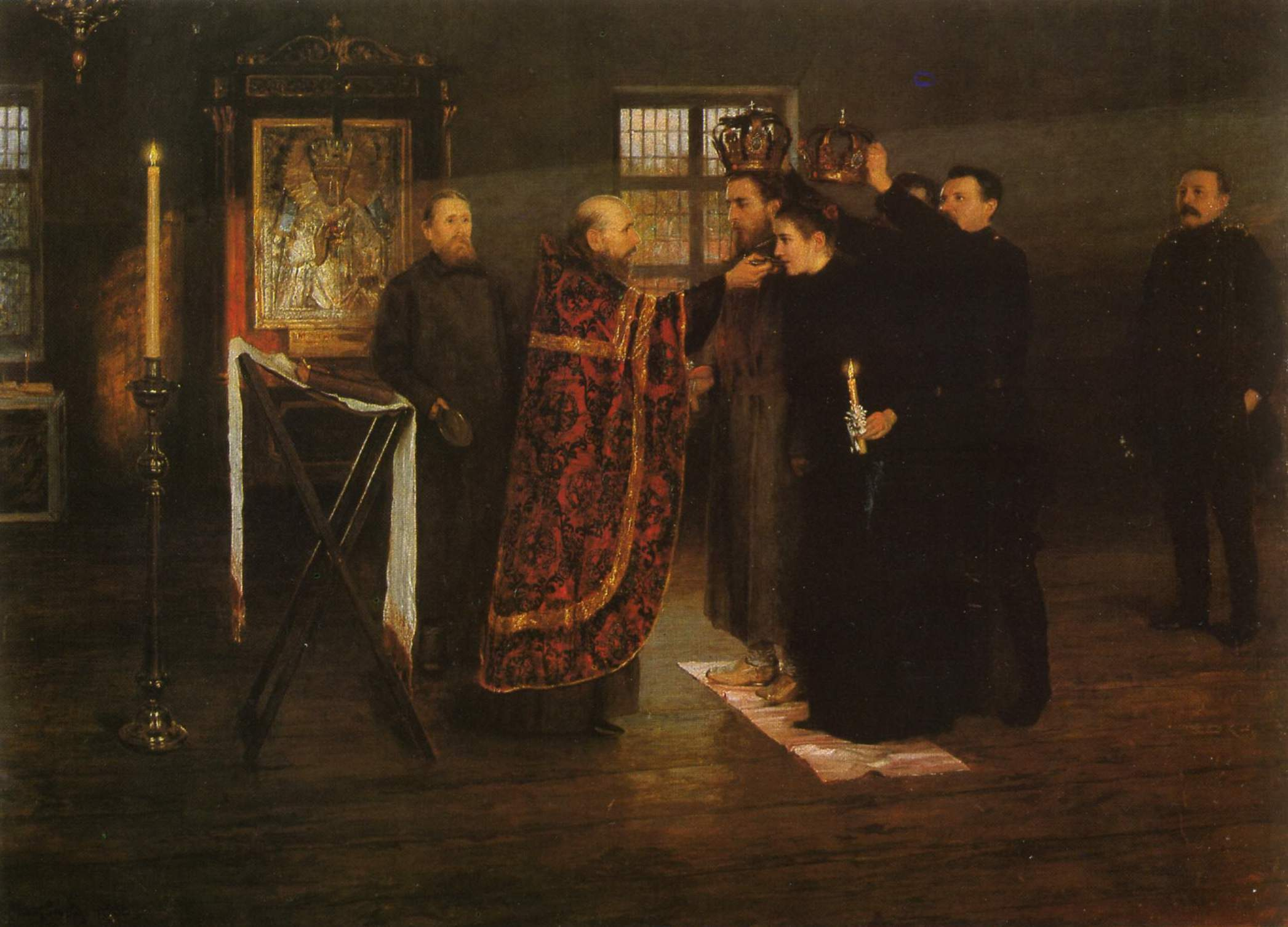
Весілля у в'язниці, 1890. Національний музей образотворчого мистецтва, Кишинів
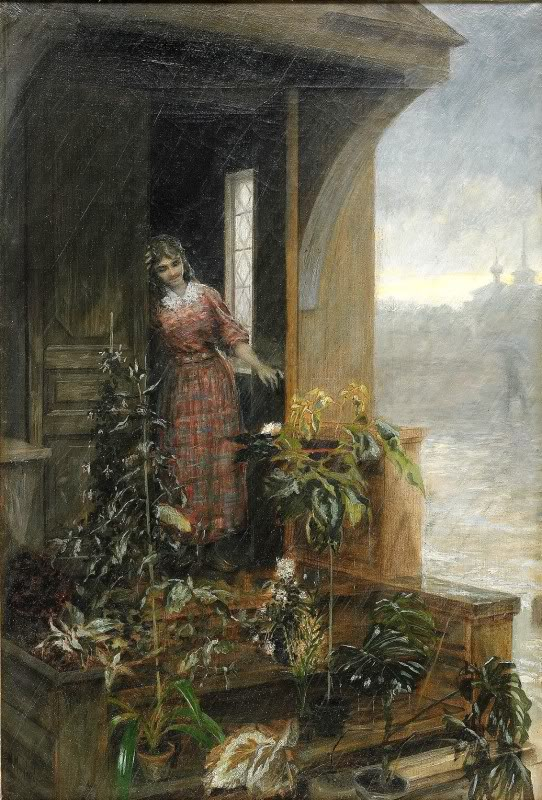
Дівчина на ганку
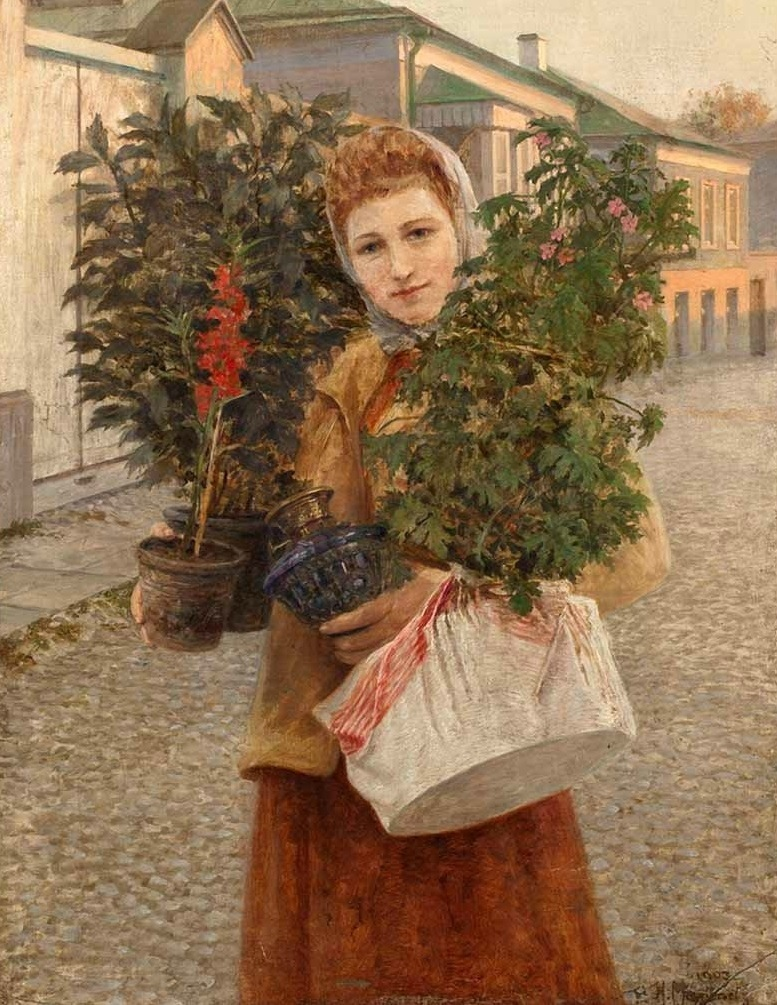
На нову квартиру
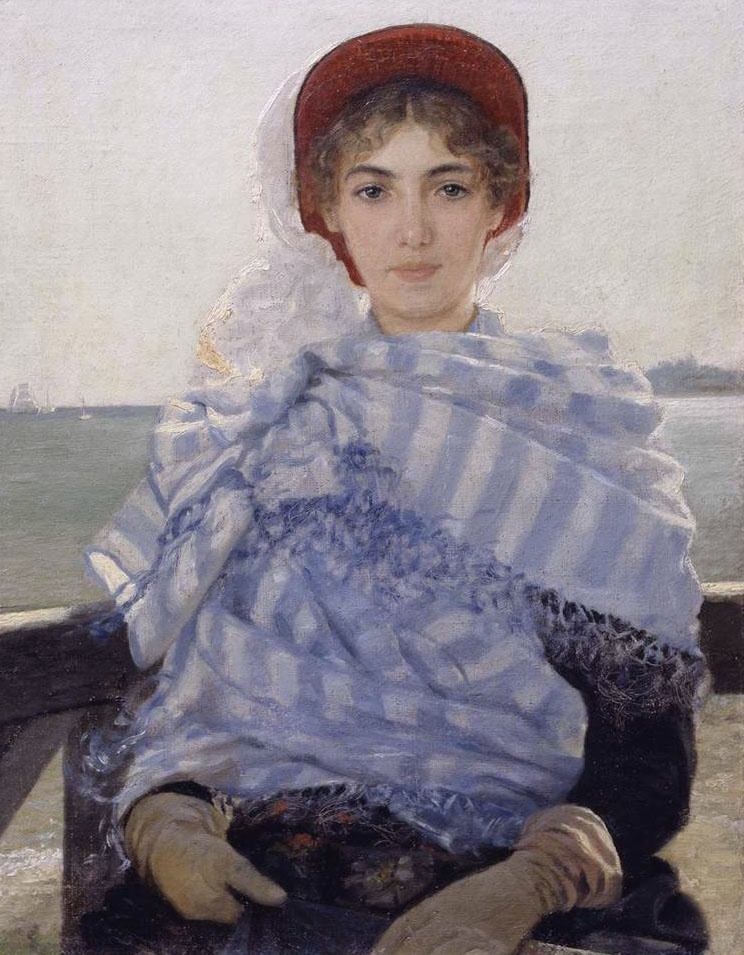
Портрет дружини. Сімферопольський художній музей
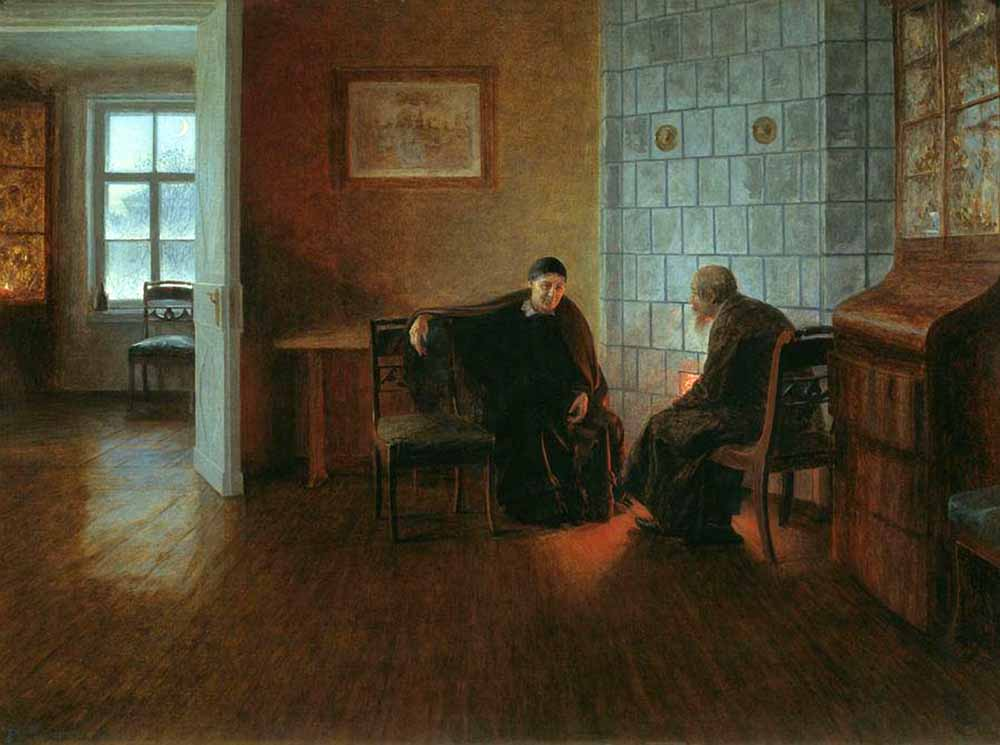
Сутінки, 1891. Державна Третьяковська галерея
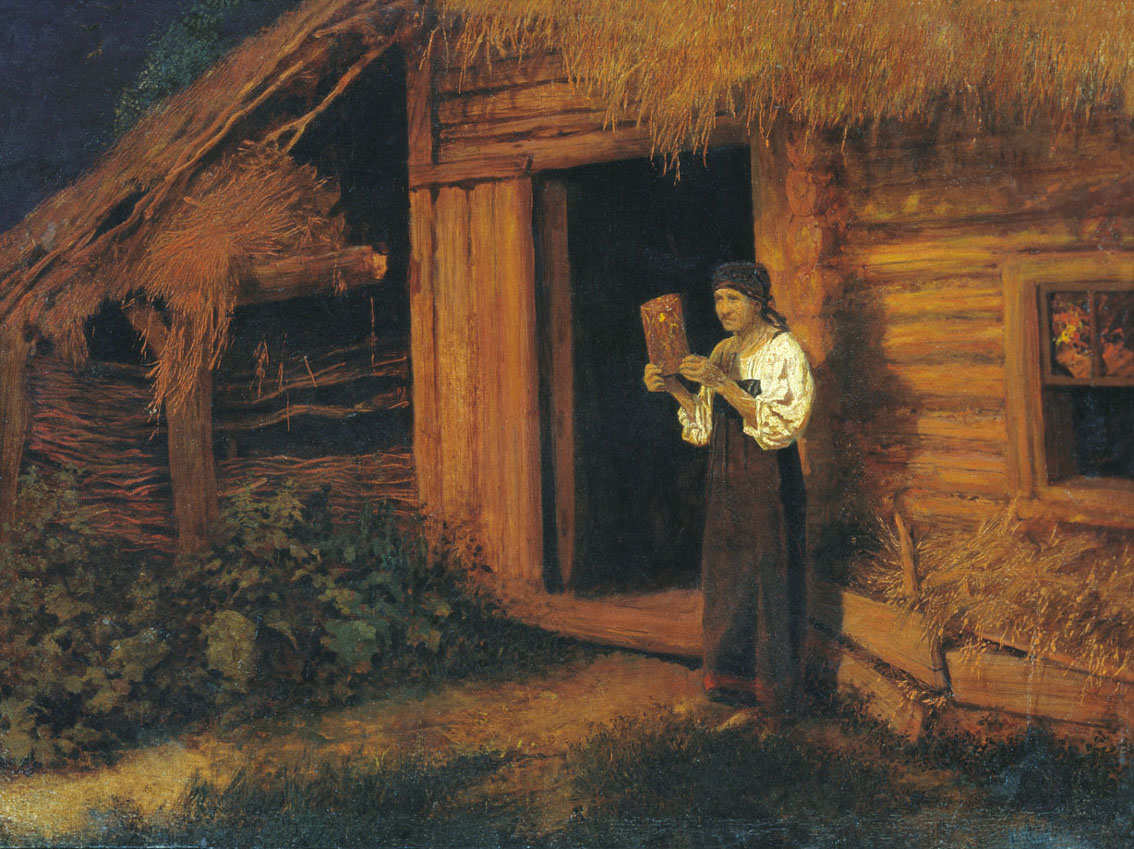
Пожар, 1891. Державний музей історії релігії, Санкт-Петербург
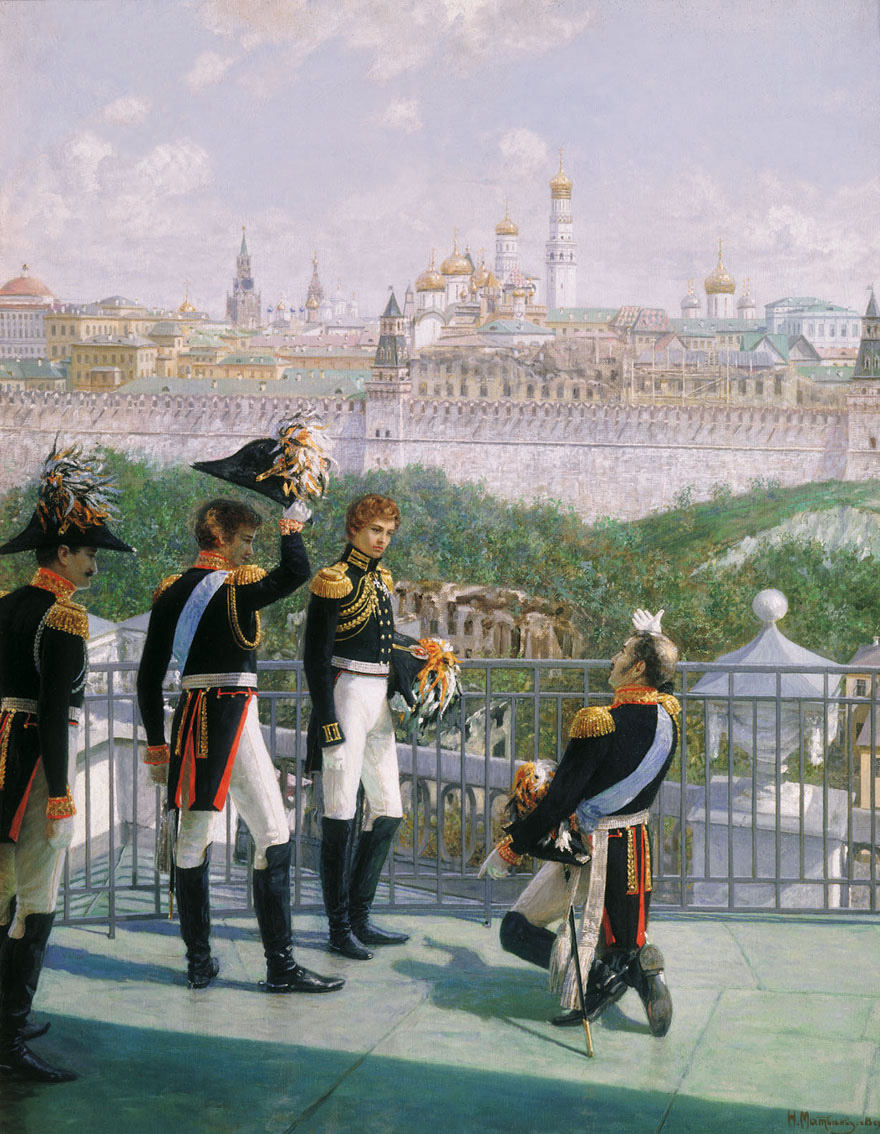
Король Прусський Фрідріх Вільгельм III із синами дякує Москві за спасіння його держави, 1896. Державна Третьяковська галерея
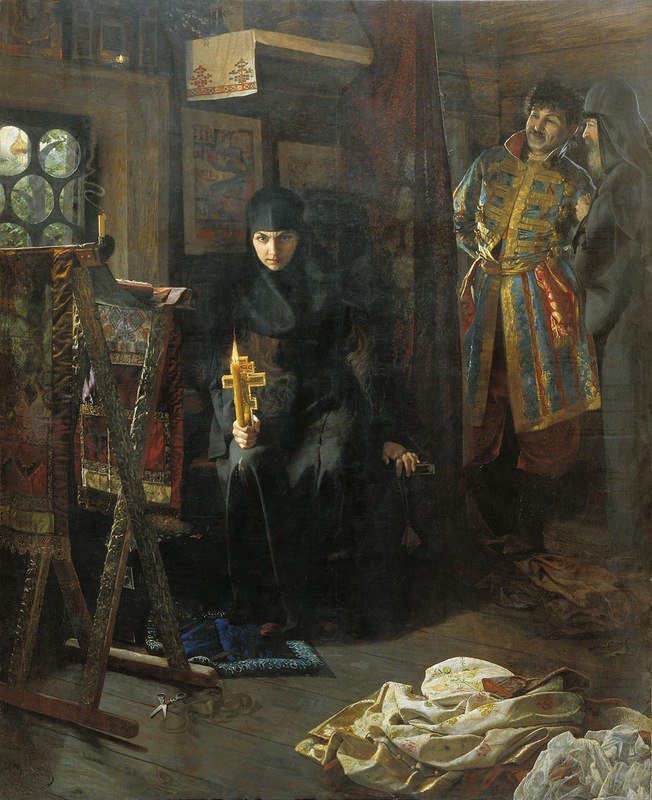
Проти волі пострижена, 1897
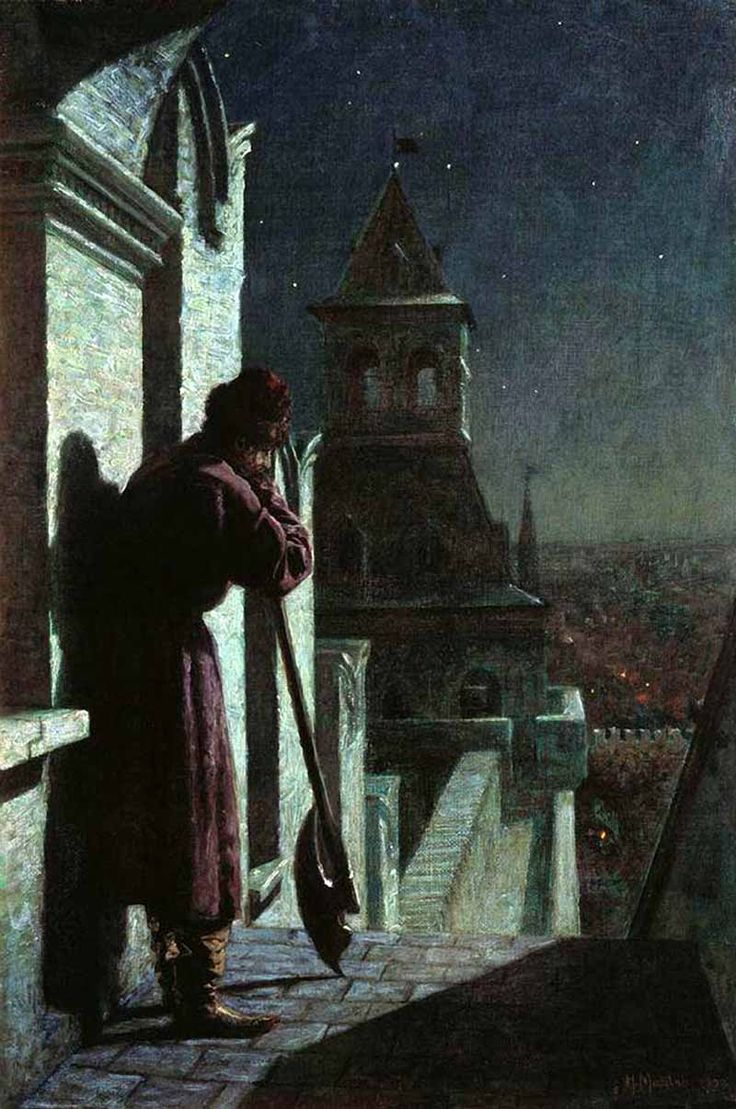
Стрілець на вежі Кремля у місячну ніч
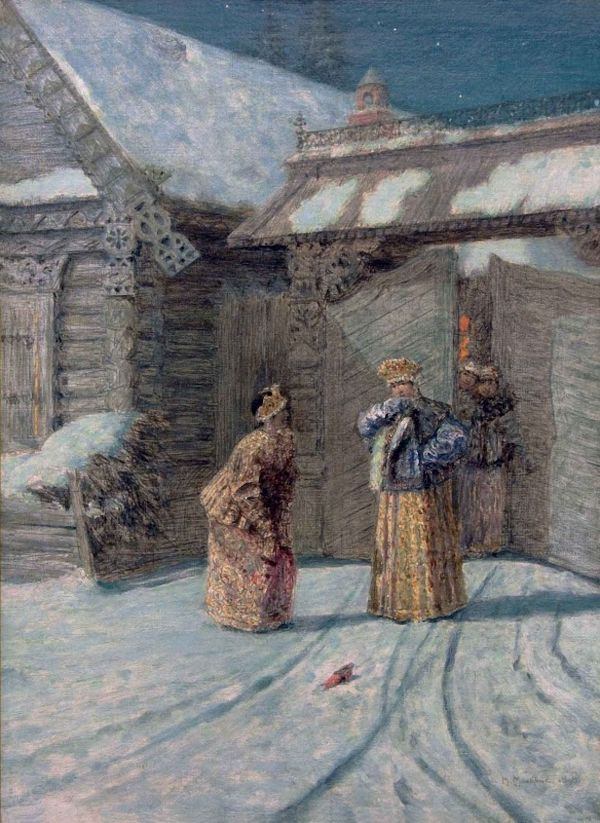
Раз на хрещенський вечір, 1898